# Carcinoma de paratiroides
El carcinoma de paratiroides es definido por la Organización Mundial de la Salud, como una neoplasia maligna producida por las células del parénquima paratiroideo. Su etiología es desconocida en la mayoría de los casos.
El carcinoma de paratiroides se manifiesta con hiperparatiroidismo primario, se observan aumentos en las concentraciones séricas de calcio, de hormona paratiroidea, litiasis renal, osteoporosis, dolor óseo, pérdida de peso y debilidad muscular.

## Glándula paratiroides.
Son cuatro glándulas del tamaño de una arveja que se localizan en la región posterior de la glándula tiroides, estas tienen como función la producción de la hormona paratiroidea, cuya función es la homeostasia del calcio.

## Epidemiología.
El carcinoma de paratiroides es una enfermedad endocrina muy rara, la edad de diagnóstico es alrededor de los 15 y 81 años, son más frecuentes en la quinta década de vida.
Afecta a ambos sexos, a diferencia de las lesiones benignas de paratiroides que es usual en mujeres.

## Causa
La etiología del carcinoma de paratiroides es incierta, aunque se ha relacionado con neoplasia endocrina múltiple tipo 1 (MEN1), el síndrome de hiperparatiroidismo primario hereditario y exposición a radiación.

## Descripción del carcinoma de paratiroides.
El carcinoma de paratiroides se puede distinguir del adenoma de paratiroides ya que este presenta una consistencia pétrea, firme y con patrón lobulado.
A diferencia los adenomas tienden a ser blandos, redondos, ovalados y de color marrón rojizo.

## Cuadro Clínico.
Los signos y síntomas que pueden encontrarse al momento del diagnóstico que indique afección hiperparatiroidea.
- Resorción ósea subcortical.
- Fracturas patológicas.
- Masa palpable en cuello.
- Cálculos renales.
- Cólico renal.
- Fatiga.
- Debilidad muscular.
- Poliuria.

## Diagnóstico[8]
- Niveles de calcio en suero mayor a 13 mg/dL.
- La concentración de la hormona paratiroidea sérica supera el doble de lo normal.
- Se palpa una masa cervical en pacientes con hipercalcemia.
- El diagnóstico se hace de forma intraoperatoria, cuando el cirujano paratiroideo comprueba que la masa es firme, grande y gris además está adherida a estructuras adyacentes.
- Se debe realizar examen histológico de la muestra que se extrajo en la cirugía.
- En ocasiones se utiliza la tomografía computarizada para evaluar el tumor principal y posibles implicaciones a nivel sistémico.

## Tratamiento.
Los tratamientos que se mencionan pretenden corregir la hipercalcemia que se produce por un carcinoma de paratiroides.
- Se utiliza el itrato de galio, para reducir los niveles de calcio en sangre.
- La calcitonina que ayuda a controlar los niveles de calcio.
- Reposición de líquidos.[9]

El tratamiento recomendado para el carcinoma de paratiroides es la resección quirúrgica mínimamente invasiva.
Debe realizarse una resección completa en bloque de todo el tumor, cuando la probabilidad de invasión local y a distancia es baja.
Se debe extirpar cualquier tejido adyacente al tumor (timo, músculos cervicales y tejido conectivo), esqueletización de la tráquea, ganglios linfáticos paratraqueales, los traqueoesofágicos y mediastinicos superiores, como todos los que se encuentran aumentados de tamaño.
Es importante evitar la ruptura de la cápsula cuando se sospecha de un carcinoma de paratiroides, para prevenir la diseminación y las recurrencias locales del tumor, impidiendo la curación.
Se utiliza la radiación para disminuir la diseminación de la neoplasia a los huesos.
Las cirugías repetitivas para el cáncer recurrente puede incrementar la supervivencia y reducir los efectos graves de la hipercalcemia.